# Majdan Kasztelański
Majdan Kasztelański is een plaats in het Poolse district  Biłgorajski, woiwodschap Lublin. De plaats maakt deel uit van de gemeente Józefów en telt 159 inwoners.